# 真﨑信行
真﨑 信行（まさき のぶゆき 、1957年5月6日 - ）は、日本の医師（美容外科・形成外科）。

## 経歴
1983年、金沢医科大学医学部卒業。外科医志望であったが、様々な分野で外科手術に携わり救急医療の現場も経験できると思い、順天堂大学医学部附属順天堂医院麻酔科へ入局。麻酔標榜医を取得後、様々な手術を経験し、美容外科医に興味を持つ。
1989年、「共立美容外科・歯科」を久次米秋人とともに開院。2007年までに全国に15院を保有する美容外科グループにまで成長。
1999年、TBSドラマ『美しい人』の医療監修を行う。
2007年、「共立美容外科・歯科」総院長を退任。同年8月、東京・代官山にプライベートクリニック「真崎医院」を開院。
2013年、日本美容外科学会（JSAS）の学会長を務めた。
2016年、美容外科の名医が教える「切らないで治す眼瞼下垂」の本を出版。
2019年、ホストローランドが手掛けるブランド「ROLANDALE」（ローランデール）の商品の監修を務めた。

### 真﨑医院開設
医院の開設理由として、大きいクリニックの場合、どうしても1人の患者に対してカウンセリングから治療、アフターケア全てを真崎個人で担当するという事ができずに悔やまれる事があった。理念として、患者に対して「外見だけでなく内面からの美しさも導きたい」という強い気持ちがあり、その理念を実現させる為に、患者1人1人としっかり向き合えるプライベートクリニックを作りたいと思ったのが、開院のきっかけだと述べている。
グローバルスタンダードの技術として世界のメディアからも注目され、イギリス国営放送「BBC」やアメリカ合衆国の中西部における主要な新聞「シカゴ・トリビューン」等でも紹介される。

## 人物
「共立美容外科」の総院長として20年余りを過ごし、2007年、個人医院「真崎医院」を開院。真崎自らが新しい施術法や医療器具を開発するなど発明王の異名をとる。代表的な開発として脂肪を吸い取る吸引管「スキンプロテクター」を改良した「マサキスキンププロテクター」（傷跡保護器具）を開発し日本のみならずアメリカ、EU各国でも特許を取得。脂肪吸引時に起こる摩擦を最小限に抑え、手術後の傷跡を目立たなくさせることに成功。医学雑誌『PRS』にも紹介された。また、眼瞼下垂疾患に対する埋没式の挙筋前転法を開発し、切開せずに手術できる道を開いた。
他にも年齢などによって異なり変化する血管音（ココトコフ音）のみを拾い続け常に最適な駆血圧を提供できる自動電子駆血帯「マサキカフ」を考案。
2014年1月、他院の脂肪吸引死亡事故、初の立件、業務上過失認定判決を受け、今後日本の美容外科業界に大きな影響を与える可能性があると危惧。今回の事故の原因を考察しながら、再発防止に向けた対策や今後美容外科医師間で浸透していくべきプロトコル（マサキプロトコル）を提案。

## 所属学会
- 先進医療医師会
- 日本美容外科学会(JSAS)[11]
  - 第101回日本美容外科学会　学会長[3]
- 再生医療等委員会
- 日本形成外科学会 会員
- 日本美容外科学会 会員
- 東京ミッドタウンクリニック Noage顧問

## 資格
- 日本美容外科学会専門医
- 麻酔標榜医

## 特許
- 簡易式自動電子駆血帯「マサキカフ」[12]
  - 特許 第5869327号（日本）
  - 特許 第9662121号（アメリカ）
  - 特許 第279355号（ヨーロッパ）
- マサキスキンプロテクター（傷跡保護器具）

## 著書
- とりたい脂肪がすっきり（アイペックプレス、1990年1月1日、ISBN 978-4870471061）
- 脂肪吸引クリニック（双葉社、1991年10月20日、ISBN 978-4575281385）
- フェイスクリニック（笠倉出版、1996年3月1日、ISBN 978-4773002096）
- 驚異!!次世代ワキガ・多汗症治療法（冬青社、2004年12月15日、ISBN 978-4-88773-025-0）
- 失敗しない!次世代ワキガ・多汗症治療法（冬青社、2006年3月1日、ISBN 978-4887730496）
- 美容外科の名医が教える「切らないで治す眼瞼下垂」の本（幻冬舎、2016年12月26日、ISBN 978-4344994102）